# Petenia splendida
Petenia splendida ist ein Buntbarsch  aus Mittelamerika, der bis zu einem halben Meter Gesamtlänge erreichen kann (Gewicht bis drei Kilogramm; Weibchen bleiben etwas kleiner). Er steht in der neuweltlichen Unterfamilie Cichlinae (Tribus Heroini). Bis vor einigen Jahren war er allenfalls bei der heimischen Bevölkerung (schon bei den Maya) als guter Speisefisch (in Mexiko und Guatemala heißt dieser Cichlidae „Tenguajaqua“ beziehungsweise „Tenguayaca“) von Interesse. Im englischen Sprachraum trägt er in Anspielung auf seine Kopfform den Namen „Bay Snook“ („snook“ bedeutet „lange Nase“). Der deutsche Name „Gefleckter Raubbuntbarsch“ ist völlig uncharakteristisch, ja irreführend, für diesen Lauerjäger. Die Gattung Petenia ist monotypisch.

## Merkmale
Arttypisch ist der gestreckte und seitlich stark abgeflachte Körper. Die Grundfarbe ist glänzend silbrig (lateinisch splendidus „glänzend“) mit einer Serie dunkler Flecken verschiedener Größe entlang den Körperseiten und unregelmäßig verstreuten kleineren auf Schuppen und Flossen. Manche Flecken können hell gerandet sein, die Augenflecke auf der Schwanzflossenbasis (jeweils einer auf jeder Körperseite) sind es immer. Die Kiemendeckel tragen auf Augenhöhe meist ebenfalls einen runden Fleck. Die bis zu sechs größeren Flankenflecken dehnen sich stimmungsabhängig zu Vertikalbinden aus. Bereits seit 1935 ist das natürliche Vorkommen einer xanthistischen Farbmorphe bekannt, die keine Zeichnungsmerkmale, sondern eine relativ einheitliche, rötliche Grundfärbung zeigt.
Die unpaarigen Flossen zeigen oft einen gelblichen oder rötlichen Ton. Die Schwanzflosse ist gerundet, ihr Hinterrand mitunter schräg abgestutzt, so dass der dorsale Teil größer als der ventrale ist.
Flossenformel: D XV/13–16, A V–VII/8–11, P 15, C 17. ca. 42 Schuppen entlang der Seitenlinie. Wangen beschuppt. (2n=) 48 Chromosomen.
Das Maul ist groß; die Maulspalte reicht bis unter das Auge. Wenn der Fisch allerdings sein Maul aufsperrt, wird es „riesengroß“ und röhrenförmig weit vorgestreckt. Aus der Lauerstellung heraus wird es in Sekundenschnelle in einer blitzartigen Vorwärtsbewegung über die Beute, vorwiegend kleinere Fische, geschoben. Ist die Beute größer und kann sie nicht völlig in die Röhre gebracht werden, wird sie von markant verlängerten Oberkieferzähnen festgehalten.
Ähnlich wie bei Epibulus insidiator ist der auf der Schädeloberseite gleitende Fortsatz des Prämaxillare sehr lang. Er reicht bei geschlossenem Maul fast bis zum Hinterhauptskamm. Aber auch der Unterkiefer selbst wird vorgeschoben, weil das Suspensorium dank weicher, dünner Knorpelzonen in sich sehr beweglich ist. Das Vorschieben geschieht durch Schädelhebung und Hyoid-Senkung mit einer Totpunkt-Überwindung. Die Branchiostegalmembran (mit meist fünf Radien) ist von geringer Größe. Die vorgestülpte, dünnhäutige Maulröhre misst 60 Prozent der Kopflänge; ihr Durchmesser beträgt an der Spitze etwa 40 Prozent und überschreitet damit die Breite des Fischkörpers. Einen ähnlichen Mechanismus, nur etwas weniger ausgeprägt, zeigt die Gattung Caquetaia mit drei südamerikanischen Arten. Ganz ähnlich fängt der Labyrinthfisch Luciocephalus pulcher seine Beute. Ein derart zusammengefalteter „Rüssel“ kann nicht völlig gerade gestreckt werden.
Die Hauptnahrung des darauf hochspezialisierten Petenia splendida sind Fische und Crustaceen. Er kann aber auch vom und aus dem Boden andere Nährtiere aufnehmen, wofür er über einspitzige, vergrößerte und gebogene „Hundszähne“ verfügt. Die Kiemenreuse besteht nur aus wenigen kurzen und breiten Fortsätzen an den vier Elementen des ersten Kiemenbogens – ein Hinweis darauf, dass Suspensorium und Kiemendeckel nicht stark abgespreizt werden. Das Maul wird auch ohne Nahrungsaufnahme häufig vorgestreckt: beim „Gähnen“, um innerartlich zu imponieren und beim sehr zurückhaltenden Maulzerren im Rahmen des Kommentverhaltens.

## Verhalten
Von Aquarianern wird der Fisch, ein Blickfang dank seiner Maulröhre, gerühmt wegen seiner Friedfertigkeit und Verträglichkeit. Obwohl er im Freiwasser vorkommt (über Schlamm, Grus und Schotter; er bedarf keiner Vegetation zum Verstecken oder Laichen, nutzt sie aber gern zum Lauern), hält er auch in kleineren Becken gut aus und lässt sich sogar an Kunstfutter gewöhnen. Manchmal lebt er einzeln, aber häufiger verpaart oder in kleineren (oder auch größeren) Gruppen. Die Geschlechtsreife tritt mit ca. 15 cm Länge ein. Laichbereite Pärchen (die angeblich sogar lebenslang beisammenbleiben können) zeigen eine nur unscheinbare Balz mit gegenseitigem Anfächeln. Der Laich (einige hundert Eier von 1,8 mm Längsdurchmesser) wird einfach auf Blöcken oder Stämmen abgesetzt, die vorher etwas gesäubert wurden, und gemeinsam bewacht (Substratlaicher). Die Larven schlüpfen nach ca. 72 Stunden und schwimmen nach weiteren 96 frei.

## Verbreitung
In größeren Flüssen (z. B. Rio Usumacinta) und Seen der Ostabdachung, d. h. zum Atlantik hin, des nördlichen Mittelamerika: in Teilen von Chiapas, in Quintana Roo, Tabasco und Yucatan (Mexiko), Guatemala (beschrieben wurde er aus dem Petén) und Belize – dort meist aus hartem Wasser, bei pH 6,8 bis 7,8; Wassertemperatur 26–28 °C. Er kommt, etwa nach Überschwemmungen, auch in kleineren stehenden Gewässern vor, sogar bis in Küstennähe und dort auch in brackigen Cenotes. Für die menschliche Ernährung wurde Petenia splendida häufig ausgesetzt oder in Fischkulturen vermehrt. Dadurch lässt sich die ursprüngliche Verbreitung nicht mehr genau darstellen.
Im Rahmen der weltweiten „Tilapia-Projekte“ der WHO wurde in Mittelamerika neben der ebenfalls in Mittelamerika heimischen Großcichlidenart Parachromis managuensis auch die aus Nordafrika und dem Mittleren Osten stammende Blaue Tilapie Oreochromis aureus ausgesetzt. Aufgrund ihrer enormen Anpassungsfähigkeit breiten sich die Tilapien sehr erfolgreich aus und verdrängen angestammte Arten, so auch Petenia splendida.